# Philipp Blom
Philipp Blom, né à Hambourg en 1970, est un journaliste, traducteur, romancier et historien allemand. Il a fait ses études à Vienne et à Oxford, avant de vivre à Paris, de 2001 à 2007, puis à Vienne. Il écrit régulièrement dans le Times Literary Supplement et le Daily Telegraph, et fournit des nécrologies à The Independent. 
Ses ouvrages historiques comprennent To Have and To Hold (2002, en français, Une histoire intime des collectionneurs, Payot, 2010), et Enlightening the World (2005), une histoire de l’Encyclopédie de Diderot et D’Alembert.
Il a publié un court roman, The Simmons Papers (1995) ; une traduction en langue anglaise d’Amsterdam (1999) de Geert Mak ; et The Wines of Austria (1999).

## Origine du texte
- (en) Cet article est partiellement ou en totalité issu de l’article de Wikipédia en anglais intitulé « Philipp Blom » (voir la liste des auteurs).